# Прямий вузол

Рис. 1. Прямий вузол: а — прямий вузол з контрольними вузлами, б, в — неправильно зв'язаний вузол

Прямий вузол — вузол для зв'язування мотузок одного діаметра. Для зав'язування прямого вузла необхідно два кінці мотузок схрестити (припустимо правий на лівий) і зав'язати; знову схрестити вільні кінці (тепер лівий на правий) і зав'язати. Правильно зав'язаний прямий вузол нагадує дві петлі, що утримують одна одну (рис. 1).
Недоліки: сильно затягується при навантаженні мотузок і потребує багато часу для розв'язання. Тому для мотузок, які підлягають великому навантаженню його використовувати недоцільно.
Переваги: в'яжеться дуже швидко та не потребує особливих зусиль.
Прямий вузол інколи використовується для виключення зіпсованої, непридатної до навантаження частини мотузки (рис. 1 а).

## Способи зав'язування
Існують три способи зав'язування прямого вузла:
- двома напіввузлами
- "Морський спосіб"
- перекручуванням "голови жайворонка"

Спосіб зав'язування прямого вузла двома напіввузлами
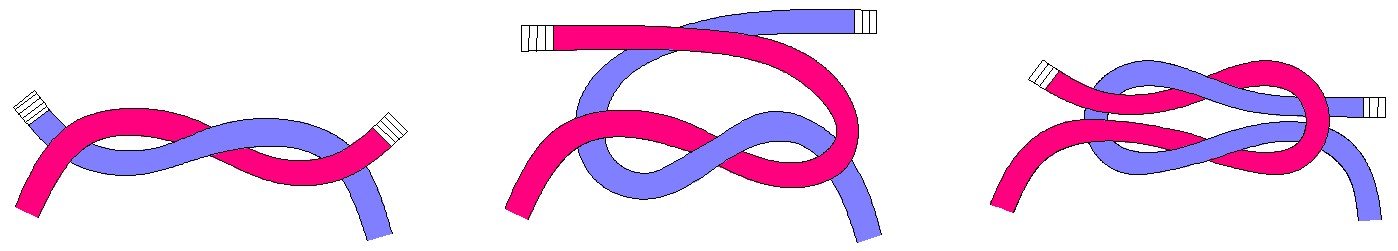

## Інтернет-ресурси
- Грабовський Ю. А., Скалій О. В., Скалій Т. В. Спортивний туризм
- базові вузли для застосування у туризмі